# Altise du colza
Psylliodes chrysocephalus
Espèce
L'altise du colza, Psylliodes chrysocephalus, est une petite espèce d'insectes coléoptères chrysomélidés ravageur du colza.
Synonyme 
- Psylliodes chrysocephala (Linnaeus, 1758)

## Description et cycle biologique

### Adulte
L'adulte mesure de 4,5 à 5 mm, il est bleu azur avec les pattes noires.

### Larve
La larve mesure 1,5 à 8 mm, elle est blanchâtre avec une tête marron foncé, elle a des pattes.

### Cycle
L'adulte apparaît en mai et juin, il se nourrit des feuilles et des siliques vertes (perforations circulaires). L'adulte subit une diapause estivale. Il sort de diapause vers août-septembre et se nourrit du colza à partir du stade juste semé jusqu'au stade plantule, il pond peu après puis recommence à pondre au mois de mars. Une femelle pond environ 70 œufs. Après éclosion, la larve entre dans la plante, elle ronge la moelle puis passe dans le collet, la tige et arrive au bourgeon terminal. La nymphose se déroule dans le sol.
Une seule génération par an.

## Dégâts
- Les attaques de l'adulte sur jeunes semis de Colza peuvent détruire totalement la culture.
- Les attaques d'adultes sur les feuilles des plantes âgées provoquent leur affaiblissement.
- Les pieds attaqués par les larves présentent un aspect buissonnant et un retard de montaison par rapport aux pieds sains. La maturité est irrégulière et le rendement est diminué.

## Moyens de lutte
- Traitement des semences (mesurol)
- Surveillance et intervention rapide dès que le seuil est dépassé (le CETIOM préconise qu'entre 3 et 8 pieds sur 10, il faut mettre un traitement)

## Sources
- CETIOM
- INRAE